# Subergorgia
Genre
Subergorgia est un genre de gorgones (les gorgones sont parfois appelés coraux cornés ou coraux écorce).

## Liste d'espèces
Selon World Register of Marine Species (27 novembre 2014) :
- Subergorgia compressa Gray, 1857
- Subergorgia koellikeri Wright & Studer, 1889
- Subergorgia mexicana (Koch, 1878)
- Subergorgia muriceoides Stiasny, 1937
- Subergorgia nuttingi Stiasny, 1937
- Subergorgia patula (Ellis & Solander, 1786)
- Subergorgia rubra (Thomson, 1905)
- Subergorgia suberosa (Pallas, 1766) (seule espèce reconnue par ITIS (27 novembre 2014)[3])
- Subergorgia thomsoni (Nutting, 1911)
- Subergorgia verriculata (Esper, 1791)